# Lucilla Perrotta
Lucilla Perrotta (Rome, 3 juni 1975) is een voormalig beachvolleyballer uit Italië. Met Daniela Gattelli werd ze in 2002 Europees kampioen en nam ze deel aan twee edities van de Olympische Spelen.

## Carrière

### 1994 tot en met 2001
Perrotta won met Cristiana Parenzan in 1994 de bronzen medaille bij de Europese kampioenschappen in Espinho. Drie jaar later debuteerde ze aan de zijde van Daniela Gattelli – met wie ze haar hele carrière een team zou vormen – in de FIVB World Tour. Ze namen dat jaar deel aan vijf reguliere toernooien in de mondiale competitie met onder meer een zevende (Espinho) en twee negende plaatsen (Busan en Salvador). In Los Angeles deden ze mee aan de eerste wereldkampioenschappen beachvolleybal; het tweetal verloor in de zestiende finale van de Amerikaansen Krista Blomquist en Christine Schaefer. Daarnaast wonnen Perrotta en Gattelli de zilveren medaille bij de Europese kampioenschappen in Ricicone achter hun landgenoten Laura Bruschini en Annamaria Solazzi. Het jaar daarop kwamen ze bij zeven internationale toernooien tot drie negende plaatsen (Toronto, Vasto en Marseille). In 1999 bleven ze bij zowel de WK in Marseille als de EK in Palma steken op de dertiende plaats. In Marseille verloor het duo in de tweede ronde van de Nederlandse zussen Rebekka Kadijk en Debora Schoon-Kadijk, waarna het in de derde ronde van de herkansing werd uitgeschakeld door het Britse tweetal Audrey Cooper en Amanda Glover. In de World Tour namen ze deel aan vijf wedstrijden waarbij ze ook niet verder kwamen dan drie dertiende plaatsen.
In 2000 deed het duo in aanloop naar de Spelen mee aan drie internationale toernooien met een negende plaats in Dalian als beste resultaat. Bij de Olympische Spelen in Sydney bereikten Perrotta en Gattelli via de herkansingen de achtste finale die verloren werd van de Amerikaansen Misty May en Holly McPeak. Na afloop behaalden ze nog een dertiende plaats bij het Open-toernooi van Fortaleza. Het daaropvolgende seizoen deden ze mee aan acht reguliere toernooien in de World Tour waarbij ze een derde plaats in Hongkong behaalden. Bij de Goodwill Games in Brisbane kwamen ze verder tot een zevende plaats. Bij de WK in Klagenfurt eindigde het tweetal op een gedeelde negende plaats, nadat het in de achtste finale werd uitgeschakeld door het Amerikaanse duo Elaine Youngs en Barbra Fontana. Bij de EK in Jesolo verloren ze hun eerste wedstrijd van Nicole Schnyder-Benoit en Simone Kuhn uit Zwitserland en werden ze in de derde ronde van de herkansing uitgeschakeld door hun landgenoten Giseli Gavio en Solazzi.

### 2002 tot en met 2008
In 2002 namen Perrotta en Gattelli deel aan elf toernooien in het mondiale circuit waarbij ze enkel toptienklasseringen noteerden – waarvan vier vijfde plaatsen (Madrid, Gstaad, Montreal en Maoming). Bovendien won het duo in Bazel de Europese titel door in de finale Rebekka Kadijk en Marrit Leenstra uit Nederland te verslaan. Het jaar daarop wisten ze bij de EK in Alanya hun titel niet te verdedigen; ze eindigden als derde nadat de wedstrijd om het brons gewonnen werd van Kadijk en Leenstra. Internationaal deed het tweetal verder mee aan negen reguliere FIVB-toernooien met een vijfde plaats in Milaan als beste resultaat. Bij de WK in Rio de Janeiro strandden Gattelli en Perrotta in de groepsfase. In 2004 wonnen ze bij de EK in Timmendorfer Strand opnieuw de bronzen medaille door het Tsjechische duo Eva Celbová en Soňa Nováková in de troostfinale te verslaan. In de World Tour waren ze actief op elf toernooien. Daarbij behaalden ze drie vijfde (Berlijn, Mallorca en Milaan) en twee zevende plaatsen (Marseille en Rio de Janeiro). Bij de Olympische Spelen bereikten ze de kwartfinale waar ze werden uitgeschakeld door Natalie Cook en Nicole Sanderson uit Australië.
Het daaropvolgende seizoen eindigden Perrotta en Gattelli bij de WK in Berlijn als vijf-en-twintigste; de eerste wedstrijd werd verloren van het Griekse tweetal Efthalia Koutroumanidou en Maria Tsiartsiani en in de tweede herkansingsronde werden ze uitgeschakeld door de Braziliaansen Sandra Pires en Ágatha Bednarczuk. In de mondiale competitie deed het tweetal mee aan vier toernooien met twee negende plaatsen als resultaat (Shanghai en Salvador). Daarnaast speelde Perrotta meerdere wedstrijden met andere partners. Zo nam ze met Diletta Lunardi deel aan de EK in Moskou. In 2006 waren Perrotta en Gattelli actief op tien internationale toernooien met een negende plek in Marseille als beste resultaat. Bij de EK in Den Haag kwamen niet verder dan de tweede ronde van de herkansing tegen de Tsjechischen Lenka Felbabová en Petra Novotná. Het jaar daarop strandden ze na drie nederlagen in de groepsfase van de WK in Gstaad. Bij de overige negen toernooien in de World Tour was een dertiende plaats in Espinho het beste resultaat. In 2008 speelden Perrotta en Gattelli elf internationale wedstrijden en sloten ze gezamenlijk hun beachvolleybalcarrière af met een negende plaats in Marseille.

## Palmares
Kampioenschappen
- 1994:  EK
- 1997:  EK
- 2000: 9e OS
- 2001: 9e WK
- 2002:  EK
- 2003:  EK
- 2004:  EK
- 2004: 5e OS

FIVB World Tour
- 2001:  Hongkong Open